# Rebel (serie de televisión)
Rebel es una serie de televisión de drama policial estadounidense creada por Amani Walker. La serie se estrenó en BET el 28 de marzo de 2017. La serie sigue a la oficial de policía de Oakland Rebecca "Rebel" Knight, después de que su hermano fuera asesinado por la policía, comienza a trabajar como investigadora privada.
Rebel fue recogida como serie con una orden de ocho episodios y un piloto de dos horas el 20 de abril de 2016 por BET. John Singleton es productor ejecutivo, escritor y director.
El 9 de junio de 2016, la actriz de teatro Danielle Moné Truitt fue elegida como personaje principal, mientras que  Giancarlo Esposito, Mykelti Williamson, Method Man, y Brandon Quinn también fueron elegidos como regulares en la serie.

## Personajes

### Principales
- Danielle Moné Truitt como Rebecca "Rebel" Knight
- Method Man como Terrance "TJ" Jenkins
- Brandon Quinn como Thompson "Mack" McIntyre
- Angela Ko como Cheena
- Mykelti Williamson como Rene Knight
- Giancarlo Esposito como Charles Gold

### Recurrentes
- Derek Ray como Jimmy McIntyre
- Michael Masini como Vaughn Bryant
- Jerry Kernion como el Capitán Frank Hart
- Mandy June Turpin como April Sommerdale
- West Liang como Bryan Markey
- Mikelen Walker como Malik Knight
- Malcolm M. Mays como Brim
- Adrian Anchondo como Héctor
- Anthony Corrales como Eddie Porzo
- Patrick Labyorteaux como el Dr. Adam Loyton
- Rebecca Wisocky como Elsa Folster
- Travis Johns como Sam Halderton
- Bree Williamson como Dolores
- Angel Parker como Stella Parker
- Juan Alfonso como Jorge Polanco Jr.
- Julia Cho como la Dra. Sara Chan
- Karole Foreman como Claudine Dudley
- Marcuis Harris como el Pastor Durod
- Katie A. Keane como la Dra. Jennifer Delge
- Lauren London como Kim

## Episodios
| N.º (serie) | Título  | Director(es)   | Guionista(s)               | Emisión original    | Cód. de Prod. | Audiencia (en millones) |
| ----------- | ------- | -------------- | -------------------------- | ------------------- | ------------- | ----------------------- |
| 1           | «Pilot» | John Singleton | Amani Walker & Kate Lanier | 28 de marzo de 2017 | 100           | 0.705                   |